# Lukin (Rússia)
|  | Aquest article tracta sobre la localitat russa. Vegeu-ne altres significats a «Lukin». |

Lukin - Лукин (rus) - és un khútor del krai de Krasnodar, a Rússia. Es troba als vessants septentrionals del Caucas, a la vora del riu Siniükha, tributari del Txamlik. És a 28 km a l'est de Labinsk i a 172 km a l'est de Krasnodar.
Pertany al khútor de Pérvaia Siniükha.